# Gracie Graves and the Kids from Room 402
Gracie Graves and the Kids from Room 402 es un libro infantil de 1995 escrito por Betty Paraskevas e ilustrado por Michael Paraskevas. El libro describe a los estudiantes en el aula de Gracie Graves usando poemas que riman acompañados de dibujos. Gracie Graves and the Kids from Room 402 recibió críticas mixtas de los críticos. Se adaptó a una serie animada, The Kids from Room 402, que se desarrolló entre 1999 y 2001.

## Contenido
El libro detalla a los 28 estudiantes del aula de Gracie Graves. Gracie y cada estudiante se describen mediante poemas acompañados de dibujos. En el último poema, se pide al lector que elija al alumno con el que se identifica mejor. Su ilustración es una foto grupal de los alumnos y el poema dice: «¿Quién soy yo y quién eres tú?».
Según Publishers Weekly, los niños descritos en las rimas incluyen «objetivos familiares para las bromas: un niño que vomita después de comerse 16 Twinkies en la fiesta de Halloween; un niño que trae almuerzos olorosos; la niña que es una 'gordita-plus'; el matemático genio cuya ropa no le queda bien». Otros ejemplos destacados por School Library Journal incluyen a «Anna May Johnson que... 'no necesitaba una razón para darle un golpe a un niño'... Ruthie Drew, que llena la caja de San Valentín con tarjetas para ella misma... Molly y Polly McShane, gemelas de intelecto desigual», y Ray Tupper, que «les cuenta a todos que su padre estaba en la CIA».

## Estilo
Gracie Graves and the Kids from Room 402 describen en versos que riman a cada estudiante en el aula de Gracie Graves, así como a la propia Gracie. Cada personaje tiene un retrato individual para complementar el poema; una ilustración en dibujos de líneas negras y acuarela. A través de las decoraciones de las aulas o las listas de lectura de los dibujos, Betty y Michael Paraskevas hacen referencia a sus libros Junior Kroll (1993) y Monster Beach (1995).R. Howard Blount Jr. de The Tampa Tribune consideró las ilustraciones como «lindas, coloridas y un poco extravagantes».

## Antecedentes
Betty y Michael Paraskevas comenzaron a colaborar después de que Michael le pidió a Betty que escribiera una historia para que él dibujara una ilustración basada en ella para Dan's Papers. Michael sugirió después trabajar juntos en un libro. Su primer libro, On the Edge of the Sea, se publicó en 1992. Gracie Graves and the Kids from Room 402 fue el noveno libro en el que colaboraron. Harcourt Brace lo publicó el 1 de septiembre de 1995.

## Recepción
Gracie Graves and the Kids from Room 402 recibió críticas mixtas de los críticos. La crítica de Booklist, April Judge, consideró que los poemas eran «tontos, que rimaban» y divertidos. Elogió los dibujos y clasificó el libro como una «mirada caprichosa a la vida en el aula» que atrae a «jóvenes lectores y oyentes». Escribiendo para el Telegraph Herald, Lynn Hoffmann calificó los versos de «divertidos» y consideró que las ilustraciones estaban cuidadosamente elaboradas. Añadió que los niños son «entrañables, divertidos u desagradables». Las académicas Miriam Martínez y Marcia F. Nash escribieron en Language Arts que Betty utilizó «un mínimo de detalles de elección» que hicieron que el aula fuera «lo más real posible» y que «es difícil» para el lector no responder a la invitación de Betty a elegir el alumno con el que más se identifican. Los críticos de Book Links, Stanley y Joy Steiner, sugirieron que los estudiantes podrían inspirarse en Gracie Graves and the Kids from Room 402 para «escribir sobre sus propias experiencias en la escuela y con los libros». En The Horn Book Guide, Patricia Riley elogió los poemas por ser cómicos, pero encontró que los niños no eran interesantes.
Publishers Weekly escribió que la mayoría de los poemas se parecen a «comienzos abortados de historias más importantes» y que casi todos los versos contienen «al menos una rima incómoda». La revista concluyó que la pareja tiene «un dominio sobre lo grotesco de la escuela primaria» y comparó el libro con un «anuario de un extraño chiflado». Kirkus Reviews señaló que las líneas rara vez riman apropiadamente y que el uso de estereotipos recuerda a «otra época». En el School Library Journal, Kay E. Vandergrift criticó el libro y opinó que los poemas comunican una «especie de superioridad engreída de los adultos», burlándose de los defectos de los niños en lugar de «un genuino humor infantil» y que «refuerza la baja autoestima en los niños» mientras «[glorifica] el peor comportamiento». Riley criticó la falta de estudiantes afroestadounidenses.

## Adaptación
Gracie Graves and the Kids from Room 402 se convirtió en una serie animada titulada The Kids from Room 402 . Se centra en los estudiantes del aula de Gracie Graves a quienes TV Guide etiquetó como «excéntricos de nueve años». CinéGroupe produjo la serie y Lesa Kite escribió los episodios con Cindy Begel. The Kids from Room 402 constaba de 52 episodios que se emitieron en Teletoon en Canadá y en Fox Family Channel en los Estados Unidos de 1999 a 2001.